# Liasis fuscus
Liasis fuscus là một loài rắn trong họ Pythonidae. Loài này được Peters mô tả khoa học đầu tiên năm 1873.